# Liste des cours d'eau du bassin de L'Assomption
Cette liste répertorie les principaux cours d'eau du bassin versant de la rivière L'Assomption classés de la rive droite vers la rive gauche  à partir de sa confluence avec la rivière des Prairies.
| Nom                     | Confluent              | Rive   | Coordonnées confluent        | Longueur (km) | Source              | Coordonnées source           | Région                 |
| ----------------------- | ---------------------- | ------ | ---------------------------- | ------------- | ------------------- | ---------------------------- | ---------------------- |
| L'Assomption, rivière   | Rivière des Prairies   | Gauche | 45° 42′ 52″ N, 73° 28′ 51″ O | 200           | Lac de L'Assomption | 46° 27′ 28″ N, 74° 02′ 33″ O | Lanaudière             |
| Achigan, rivière de l’  | Rivière L'Assomption   | Droite | 45° 50′ 26″ N, 73° 26′ 45″ O | 83.8          | Lac de l'Achigan    | 45° 55′ 26″ N, 73° 57′ 03″ O | Lanaudière             |
| Jourdain, rivière       | Rivière de l'Achigan   | Droite | 45° 49′ 54″ N, 73° 51′ 31″ O | 19.4          | Lac Duquette        | 45° 50′ 51″ N, 73° 59′ 11″ O | Laurentides            |
| Abercromby, rivière     | Rivière de l'Achigan   | Droite | 45° 51′ 44″ N, 73° 53′ 12″ O | 10.8          | Lac Connelly        | 45° 53′ 26″ N, 73° 58′ 00″ O | Laurentides            |
| Beauport, rivière       | Rivière de l'Achigan   | Gauche | 45° 53′ 23″ N, 73° 52′ 08″ O | 20            | Lac de la Crosse    | 46° 00′ 46″ N, 73° 52′ 21″ O | Lanaudière             |
| La Petite Rivière       | Rivière de l'Achigan   | Gauche | 45° 51′ 03″ N, 73° 46′ 17″ O | 13            | Lac                 | 45° 51′ 03″ N, 73° 46′ 17″ O | Laurentides            |
| Saint-Esprit, rivière   | Rivière L'Assomption   | Droite | 45° 51′ 41″ N, 73° 26′ 35″ O | 90.4          | Lac Huard           | 46° 00′ 50″ N, 73° 48′ 44″ O | Lanaudière             |
| Saint-Georges, ruisseau | Rivière L'Assomption   | Droite | 45° 54′ 13″ N, 73° 26′ 13″ O | 19.2          | Ruisseau            | 45° 54′ 13″ N, 73° 26′ 13″ O | Lanaudière             |
| Ouareau, rivière        | Rivière L'Assomption   | Droite | 45° 56′ 24″ N, 73° 24′ 27″ O | 83.8          | Lac Ouareau         | 46° 17′ 03″ N, 74° 08′ 35″ O | Lanaudière             |
| Burton, rivière         | Rivière Ouareau        | Droite | 46° 04′ 26″ N, 73° 50′ 47″ O | 16.9          | Lac Racette         | 46° 04′ 52″ N, 73° 59′ 58″ O | Lanaudière Laurentides |
| Jean-Venne, rivière     | Rivière Ouareau        | Droite | 46° 06′ 08″ N, 73° 51′ 27″ O | 20.9          | Lac des Îles        | 46° 06′ 45″ N, 74° 01′ 13″ O | Lanaudière             |
| Kenny, rivière          | Rivière Jean-Venne     | Gauche | 46° 07′ 42″ N, 73° 56′ 17″ O | 10.4          | Lac Héroux          | 46° 10′ 02″ N, 73° 59′ 33″ O | Lanaudière             |
| Beaulne, rivière        | Rivière Ouareau        | Droite | 46° 12′ 14″ N, 73° 54′ 05″ O | 9.2           | Lac Beaulne         | 46° 11′ 37″ N, 74° 00′ 13″ O | Lanaudière             |
| Dufresne, rivière       | Rivière Ouareau        | Droite | 46° 15′ 55″ N, 73° 59′ 16″ O | 29.6          | Lac Dufresne        | 46° 12′ 09″ N, 74° 13′ 13″ O | Lanaudière Laurentides |
| Rouge, rivière          | Rivière Ouareau        | Gauche | 46° 10′ 08″ N, 73° 46′ 59″ O | 56.5          | Lac Couture         | 46° 10′ 19″ N, 73° 46′ 53″ O | Lanaudière             |
| Blanche, rivière        | Rivière Rouge          | Gauche | 46° 01′ 43″ N, 73° 37′ 48″ O | 17.8          | Lac des Français    | 46° 08′ 17″ N, 73° 37′ 15″ O | Lanaudière             |
| Saint-Paul, cours d'eau | Rivière Blanche        | Gauche | 46° 08′ 50″ N, 73° 38′ 20″ O |               |                     |                              | Lanaudière             |
| Brisson, cours d'eau    | Rivière Blanche        | Gauche | 46° 08′ 42″ N, 73° 37′ 48″ O |               |                     |                              | Lanaudière             |
| Lafortune, cours d'eau  | Rivière Blanche        | Gauche | 46° 08′ 19″ N, 73° 37′ 13″ O |               |                     |                              | Lanaudière             |
| Le Grand Ruisseau       | Rivière Rouge          | Gauche | 46° 01′ 05″ N, 73° 32′ 39″ O | 15.1          | Ruisseau            | 46° 08′ 52″ N, 73° 32′ 06″ O | Lanaudière             |
| Trudel, rivière         | Rivière Ouareau        | Gauche | 46° 07′ 11″ N, 73° 51′ 00″ O | 7.6           | 7e Lac              | 46° 07′ 56″ N, 73° 48′ 52″ O | Lanaudière             |
| Nord, Rivière du        | Rivière Ouareau        | Gauche | 46° 11′ 46″ N, 73° 53′ 30″ O | 6.5           | Lac du Pin Rouge    | 46° 14′ 15″ N, 73° 52′ 53″ O | Lanaudière             |
| Versailles, rivière     | Rivière L'Assomption   | Droite | 46° 16′ 47″ N, 73° 47′ 26″ O | 12.5          | Un marais           | 46° 15′ 22″ N, 73° 53′ 56″ O | Lanaudière             |
| Grande rivière Swaggin  | Rivière L'Assomption   | Droite | 46° 19′ 16″ N, 73° 50′ 31″ O | 8.7           | Lac des Cèdres      | 46° 18′ 35″ N, 73° 56′ 23″ O | Lanaudière             |
| Petite rivière Swaggin  | Grande rivière Swaggin | Gauche | 46° 19′ 07″ N, 73° 51′ 27″ O | 12.6          | Lac Vauvert         | 46° 22′ 40″ N, 73° 58′ 03″ O | Lanaudière             |
| McGee, rivière          | Rivière L'Assomption   | Droite | 46° 22′ 13″ N, 73° 52′ 54″ O | 14.4          | Lac Marguerite      | 46° 23′ 58″ N, 74° 03′ 24″ O | Lanaudière             |
| Lavigne, rivière        | Rivière L'Assomption   | Gauche | 46° 23′ 02″ N, 73° 53′ 50″ O | 16.9          | Lac St-Amour        | 46° 30′ 42″ N, 73° 54′ 53″ O | Lanaudière             |
| Boule, rivière de la    | Rivière L'Assomption   | Gauche | 46° 16′ 23″ N, 73° 45′ 29″ O | 14.7          | Lac de la Boule     | 46° 22′ 34″ N, 73° 46′ 51″ O | Lanaudière             |
| Noire, rivière          | Rivière L'Assomption   | Gauche | 46° 12′ 23″ N, 73° 33′ 44″ O | 52.6          | Lac Lemieux         | 46° 32′ 47″ N, 73° 45′ 12″ O | Lanaudière             |
| Blanche, rivière        | Rivière Noire          | Droite | 46° 14′ 53″ N, 73° 35′ 02″ O | 10.8          | Lac à Canards       | 46° 15′ 15″ N, 73° 40′ 51″ O | Lanaudière             |
| Leprohon, rivière       | Rivière Noire          | Droite | 46° 19′ 29″ N, 73° 38′ 18″ O | 16            | Lac sans nom        | 46° 20′ 57″ N, 73° 44′ 09″ O | Lanaudière             |
| David, Crique à         | Rivière Noire          | Gauche | 46° 18′ 50″ N, 73° 35′ 07″ O | 17            | Lac à la Pluie      | 46° 25′ 12″ N, 73° 38′ 01″ O | Lanaudière             |
| Point du Jour, ruisseau | Rivière L'Assomption   | Gauche | 45° 50′ 12″ N, 73° 24′ 56″ O | 20.6          | Ruisseau            | 45° 59′ 14″ N, 73° 18′ 37″ O | Lanaudière             |